# Dunfermline Athletic FC
Dunfermline Athletic FC är en skotsk fotbollsklubb från Dunfermline, bildad 2 juni 1885. Under 1960-talet och början av 1970-talet spelade klubben i UEFA-cupen och Cupvinnarcupen. Säsongen 1960/1961 vann man den skotska cupen.